# Astoria (Queens)
Astoria è un quartiere commerciale e di classe media posto all'estremità nord-ovest del Queens, uno dei cinque borough della città di New York. I confini del quartiere sono a nord e ovest l'East River, a sud Long Island City e Sunnyside e a est Woodside. Fa parte del Queens Community Board 1.

## Demografia
Secondo i dati del censimento del 2010 la popolazione di Astoria era di 154 141 abitanti, in diminuzione del 10,2% rispetto ai 171 568 del 2000. La composizione etnica del quartiere era: 52,2% (80 533) bianchi americani, 14,3% (22 100) asioamericani, 4,7% (7 204) afroamericani, 0,2% (250) nativi americani, 0,0% (70) nativi delle isole del Pacifico, 1,0% (1 532) altre etnie e 2,1% (3 238) multietinici. Gli ispanici e latinos di qualsiasi etnia erano il 25,4% (39 214).

## Trasporti
Il quartiere è servito dalla metropolitana di New York attraverso diverse stazioni:
- 36th Street, 46th Street e Steinway Street della linea IND Queens Boulevard, dove fermano i treni delle linee E, M e R;
- 30th Avenue, 36th Avenue, Astoria Boulevard, Astoria-Ditmars Boulevard e Broadway della linea BMT Astoria, dove fermano i treni delle linee N e W.